# Thelenota rubralineata
Thelenota rubralineata е вид морска краставица от семейство Stichopodidae.

## Разпространение и местообитание
Видът е разпространен в Австралия, Вануату, Гуам, Източен Тимор, Индонезия, Китай, Малайзия, Микронезия, Нова Каледония, Острови Кук, Палау, Папуа Нова Гвинея, Провинции в КНР, Северни Мариански острови, Соломонови острови, Тайван, Фиджи и Филипини.
Обитава морета и рифове.